# La Tele Tuya
La Tele Tuya o Tele Tuya (abreviado como TLT) es un canal de televisión abierta venezolano, lanzado el 23 de mayo de 2016 en reemplazo de Televisión Regional, propiedad de T&H Producciones.

## Historia

### Antecedentes
Desde mediados de 2015, TVR inició una alianza con el canal regional TeleAragua, del cual retransmitió toda su programación hasta febrero de 2016 que había sido relanzado con programación propia producida por TeleAragua, manteniendo las transmisiones deportivas conjuntas con la televisora Meridiano TV, pero sin retomar la programación de otras televisoras regionales.
Poco tiempo después se anuncia el nacimiento de TLT (La Tele Tuya) e inicia una etapa transitoria que lo transforma en esta cadena televisiva. Este canal sería presidido por Esteban Trapiello, quien era presidente de TeleAragua.

### Inicio de transmisiones
El 23 de mayo de 2016, el logo en pantalla de "TVR" oficialmente cambia al de "TLT". Aunque desde esa fecha se mantuvieron bumpers e identidades de TVR, las transmisiones conjuntas deportivas son promocionadas con la marca TLT. Ya desde inicios de julio los bumpers son totalmente del canal.
El canal comenzó sus emisiones en alta definición (HD) de origen en señal de pruebas desde el año 2016, no obstante, las operadoras de cable y satélite siguieron utilizando la señal en definición estándar (SDTV) durante algunos años más, presuntamente debido a la negación de permitirle transmitir en alta resolución.

## Programación
Su programación consta de programas deportivos, series (en su mayoría con doblaje venezolano), series animadas producidas localmente y series animadas extranjeras (en su mayoría creadas por Jan Van Rijsselberge), conciertos, películas y documentales. Actualmente, está en proceso de producir programas de variedades propios, entre ellos, producciones de ámbito regional.

### Programación actual
- Buscando el cine
- Cortos y precisos
- Magno
- Namasté
- +XTres
- Arriba el humor
- Encuentre en el estudios
- Las notas de Eliezes
- Concierto
- Documentales venezolanos
- Más criollo qué...
- Emprendedores
- Animados
- Rostros de Venezuela
- Animaleza
- Qué chévere es Venezuela
- Cultura y más
- Fueron noticia
- DOCTV
- La alquimia del Chef
- La TeleTuya - Música
- El mundo sin palabras
- Cine intermedio
- Informativo TLT
- La Música Que Lidera El Mundo
- Planeta Geek
- Catalogo Digital
- Deporte TLT
- No Limit
- El olfateador
- Los archivos del cardenal
- Profilage
- 19-2
- En terapia
- El tiempo entre costuras
- Otra Vida
- Marco
- El pañuelo rojo
- El regreso de Lucas
- The Legend of the Blue Sea
- Sabuesos
- Los misterios de Laura
- Vis a vis
- La dama de la granja
- Historia de divan
- Isla Paraíso
- Robotboy
- Ey, ese es mi fantasma

## Eventos deportivos
El canal hasta la fecha destaca en la mayor parte de programación en vivo la transmisión de eventos deportivos tanto nacionales como internacionales. Parte de sus transmisiones deportivas son en conjunto con los canales regionales TeleAragua y Somos TV y los canales nacionales Meridiano Televisión desde 2015 en la etapa TVR, y con TVes desde 2016.

## Locutores
- Vladimiro Rivas (2016-presente)
- César Arriba (2017-presente)